# Казале (Асколи Пичено)
Казале (итал. Casale) насеље је у Италији у округу Асколи Пичено, региону Марке.
Према процени из 2011. у насељу је живело 12 становника. Насеље се налази на надморској висини од 653 м.